# 명진 (가수)
명진(본명: 명노완)은 대한민국의 1976년 5월 11일 가수이다.

## 데뷔
- 2001년 노래 "인생"

## 음반
- 2001년 인생
- 2005년 콩깍지 사랑
- 2006년 아모레미오
- 2007년 내가 사는 이유
- 2009년 천번 만번
- 2010년 청춘
- 2014년 거꾸로
- 2015년 장독 뒤에서

## 수상
- 2011년 제19회 대한민국 문화연예대상 가요부문 성인가요 신인상